# Chris Parks

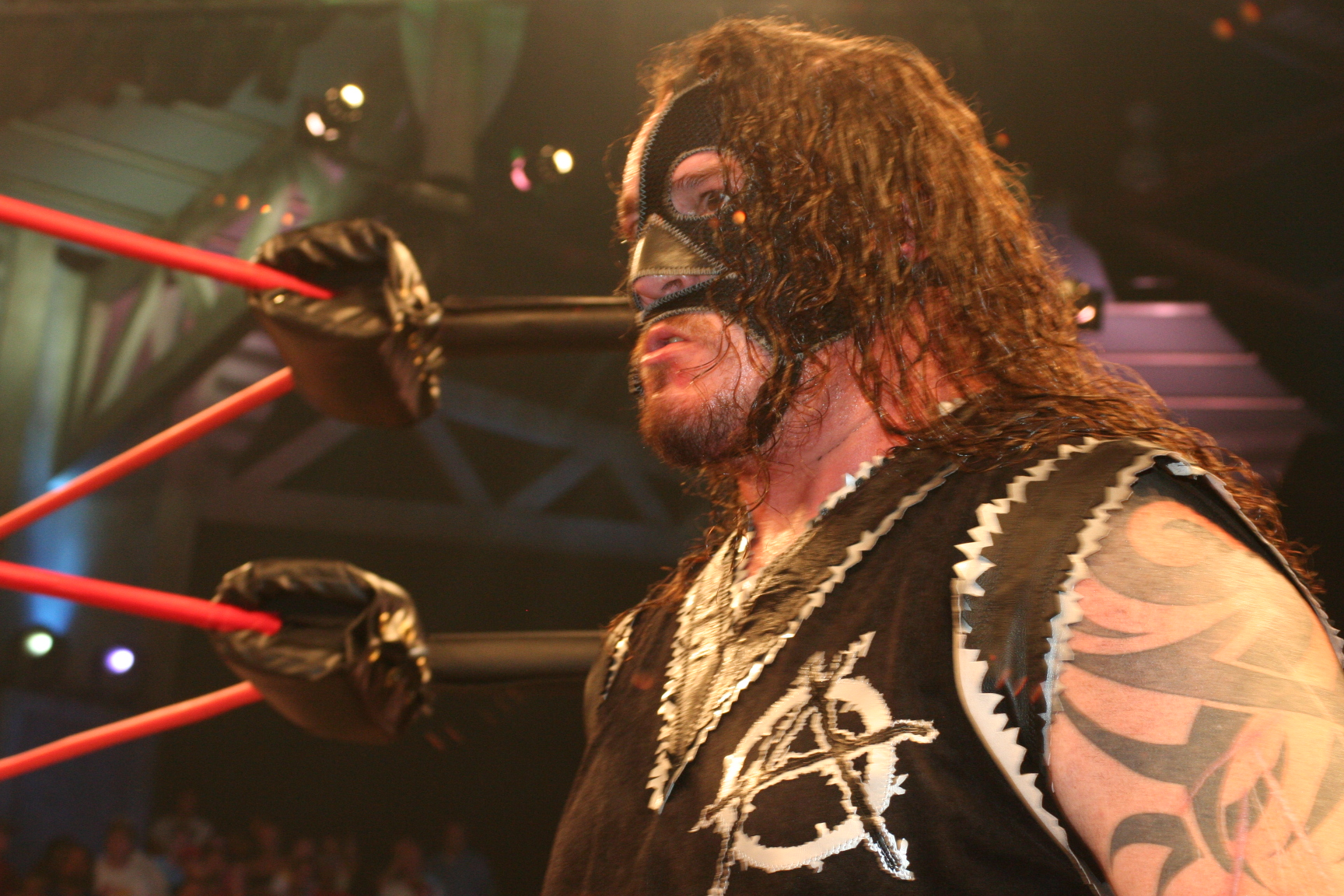

Chris Parks, znany jako Abyss (ur. 4 października 1973 w Waszyngtonie) – amerykański zawodowy zapaśnik. Występował w Total Nonstop Action Wrestling. Aktualnie jest producentem w WWE.
Kształcił się na Uniwersytecie Ohio uzyskując dyplom z administracji sportowej. 

## Osiągnięcia
Border City Wrestling
- BCW Can-Am Heavyweight Championship (1 x)

Buckeye Pro Wrestling
- BPW Heavyweight Championship (1 x)

International Wrestling Association
- IWA Hardcore Championship (3 x)
- IWA Intercontinental Heavyweight Championship (1 x)
- IWA World Tag Team Championship (2 x) - z Miguel Pérez, Jr (1) i Shane the Glamour Boy (1)

Mountain Wrestling Association
- MWA Heavyweight Championship (1 x)

National Wrestling Alliance
- NWA Cyberspace Heavyweight Championship (1 x)
- NWA Iowa Heavyweight Championship (1 x)
- NWA Missouri Heavyweight Championship (1 x)
- NWA Wildside Heavyweight Championship (1 x)

Northern Wrestling Federation
- NWF Heavyweight Championship (1 x)

One Pro Wrestling
- 1PW World Heavyweight Championship (2 x)

Ring of Honor
- Trios Tournament winner (2006) – z Alex Shelley i Jimmy Rave

Total Nonstop Action Wrestling
- NWA World Heavyweight Championship (1 x)
- NWA World Tag Team Championship (1 x) z A.J. Styles (1)
- TNA Television Championship (1 x)
- TNA X-Division Championship (1 x)
- Fourth TNA Triple Crown Champion
- Second TNA Grand Slam Champion
- Fight for the Right (2006)

Universal Wrestling Alliance
- UWA Heavyweight Championship (1 x)

Wrestling Observer Newsletter awards
- Worst Worked Match of the Year (2006) - TNA Reverse Battle Royal on TNA Impact!